# 301263 Anitaheward
301263 Anitaheward è un asteroide della fascia principale. Scoperto nel 2009, presenta un'orbita caratterizzata da un semiasse maggiore pari a 2,3848589 au e da un'eccentricità di 0,2191672, inclinata di 9,15050° rispetto all'eclittica.
L'asteroide è dedicato alla divulgatrice scientifica britannica Anita Heward.